# Separate Lives
Separate Lives (Brasil: Dupla Personalidade / Portugal: A Última Suspeita)  é um filme estadunidense de suspense psicológico, dirigido por David Madden e estrelado por James Belushi, Linda Hamilton, Vera Miles e Elisabeth Moss.
Belushi e Hamilton também foram protagonistas do filme de 1990 Mr. Destiny (br: Destino em Dose Dupla).

## Sinopse
A amiga da Dra. Lauren Porter foi morta há alguns anos. Tom Beckwith, um ex-policial que abandonou a profissão depois que sua esposa morreu, segue as aulas de Lauren para se tornar um psiquiatra. Ele descobre que Lauren tem um distúrbio de personalidade depois que ela o convence a segui-la com uma câmera e filmá-la.
Na sua primeira perseguição, Tom é espancado pelo dono de uma boate, que também acaba por ser o namorado do alter ego de Lauren, Lena. Tom sai, mas Lauren o convence a reconsiderar. Eles confiam um no outro sobre suas respectivas famílias. Tom está tendo dificuldades para criar sua filha moleca Ronni sozinha, enquanto Lauren confia que ela foi a única testemunha dos assassinatos de sua mãe e padrasto. Enquanto isso, seu verdadeiro pai mudou-se e agora é um marido e pai feliz novamente.
Tom tenta se conectar com seus ex-colegas na investigação dos assassinatos. Ele descobre que Lauren tem um ex-marido, Charles, com quem ela ficou em bons termos. No entanto, Charles é morto em breve.
Tom decide convidar Lauren para casa para um jantar, onde ela faz Ronni entender que, apesar de qualquer problema pessoal, Tom ainda é seu pai e se preocupa com ela.
Acreditando que a solução pode ser encontrada na casa de infância de Lauren, Tom a leva até lá. Eles descobrem que o pai de Lauren é o verdadeiro culpado. Ele manipulou sua filha, a única testemunha, dizendo que ela era tão responsável quanto ele. Tom leva um tiro no braço, mas consegue desarmar o pai de Lauren, que cai pela janela e morre.
Tom promete manter contato com Lauren, que está comprometida com um asilo. Antes que ele saia, eles se beijam.

## Elenco
- James Belushi como Tom Beckwith
- Linda Hamilton como Lauren Porter / Lena
- Vera Miles como Dr. Ruth Goldin
- Elisabeth Moss como Ronni Beckwith
- Drew Snyder como Robert Porter
- Mark Lindsay Chapman como Keno Sykes